# Sierpień w hrabstwie Osage
Sierpień w hrabstwie Osage (ang. August: Osage County) – amerykański film tragikomiczny z 2013 w reżyserii Johna Wellsa. Adaptacja sztuki teatralnej autorstwa Tracy'ego Lettsa.
Światowa premiera filmu nastąpiła 9 września 2013 podczas 38. Międzynarodowego Festiwalu Filmowego w Toronto. Polska premiera filmu nastąpiła 24 stycznia 2014 roku.

## Fabuła
Przebrzmiały poeta Beverly ma problemy z alkoholem. Mężczyzna zatrudnia opiekunkę dla swojej chorującej na raka jamy ustnej żony, Violet. Kobieta jest uzależniona od leków. Mąż niedługo potem znika. Do domu małżeństwa zjeżdżają się dzieci wraz ze swoimi rodzinami, aby pomóc w poszukiwaniach. Dawne demony odżywają, skłócona rodzina ma okazję do zażegnania problemów i pogodzenia.
Opisywana historia ma miejsce na przedmieściach miasta Pawhuska, w hrabstwie Osage, w Oklahomie.

## Obsada
- Meryl Streep jako Violet Weston
- Julia Roberts jako Barbara Weston-Fordham
- Ewan McGregor jako Bill Fordham
- Chris Cooper jako Charles Aiken
- Abigail Breslin jako Jean Fordham
- Benedict Cumberbatch jako „Little” Charles Aiken
- Juliette Lewis jako Karen Weston
- Margo Martindale jako Mattie Fae Aiken
- Dermot Mulroney jako Steve Heidebrecht
- Julianne Nicholson jako Ivy Weston
- Sam Shepard jako Beverly Weston
- Misty Upham jako Johnna Monevata

i inni

## Nagrody i nominacje
86. ceremonia wręczenia Oscarów
- nominacja: najlepsza aktorka pierwszoplanowa − Meryl Streep
- nominacja: najlepsza aktorka drugoplanowa − Julia Roberts

18. ceremonia wręczenia Satelitów
- nominacja: najlepsza aktorka w filmie fabularnym − Meryl Streep
- nominacja: najlepsza aktorka w roli drugoplanowej − Julia Roberts

71. ceremonia wręczenia Złotych Globów
- nominacja: najlepsza aktorka w filmie komediowym lub musicalu − Meryl Streep
- nominacja: najlepsza aktorka drugoplanowa − Julia Roberts

20. ceremonia wręczenia nagród Gildii Aktorów Ekranowych
- nominacja: wybitny występ aktorki w roli pierwszoplanowej − Meryl Streep
- nominacja: wybitny występ aktorki w roli drugoplanowej − Julia Roberts
- nominacja: wybitny występ zespołu aktorskiego w filmie kinowym